# Maxtlatl

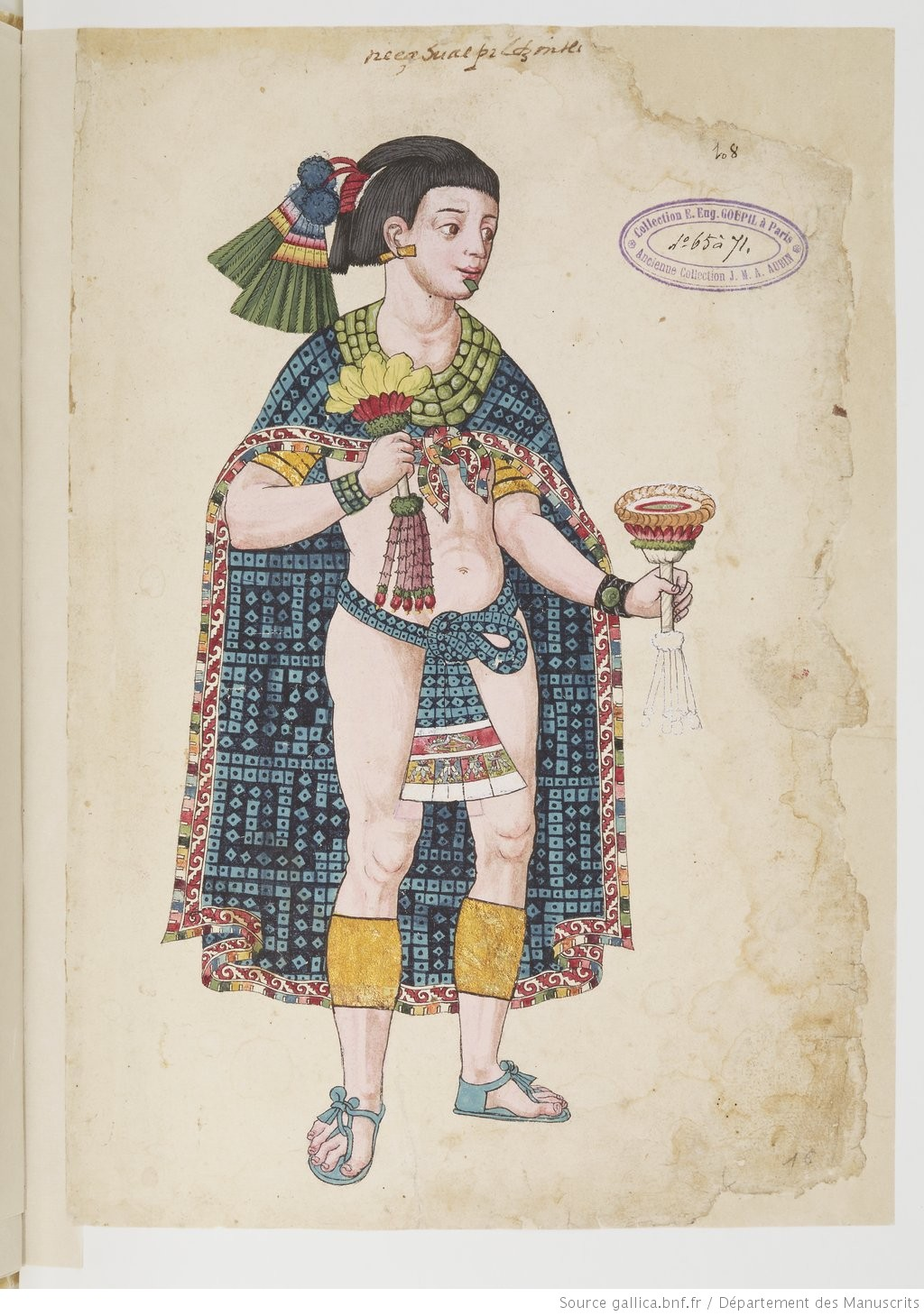
Nezahualpilli, tlatoani de Texcoco, llevando un maxtlatl en la cintura (Codex Ixtlilxochitl).

Maxtlatl o tlalpilli es el nombre náhuatl del taparrabos que utilizaban los hombres y niños de Mesoamérica, especialmente los aztecas, como ropa interior.

## Uso
El maxtlatl era usado por todos los varones a partir de los 13 años. Según el rango del portador, el taparrabos podía estar hecho de varias fibras vegetales: el tejido estaba hecho de yuca o de fibras de palma para la gente común, de algodón para las clases más altas, según las leyes vigentes.

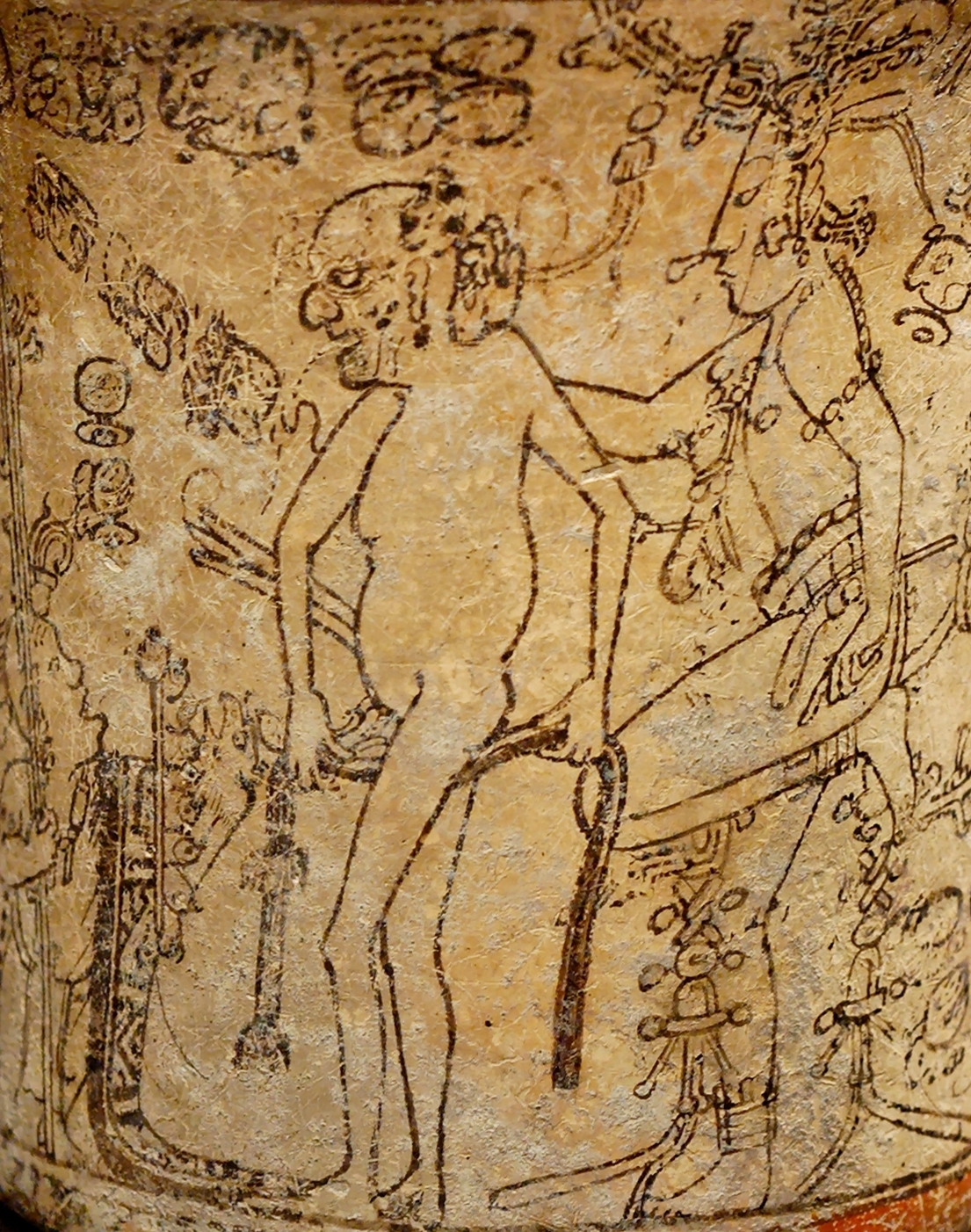
Señor del inframundo quitándose el maxtlatl, ayudado por la divinidad del maíz, un enano y un jorobado. Norte de Petén (Guatemala), -.

El taparrabos podía anudarse de dos maneras: con un nudo decorativo en la parte delantera, a la altura del bajo vientre, o con ambos extremos que caían uno en la espalda y el otro en la parte delantera.
La prenda solía ser blanca, y las de los dignatarios se distinguía por los bordados o flecos en los extremos. En algunas regiones, las clases altas llevan taparrabos de color, rojo en la región de Puebla-Tlaxcala, donde se conoce como nochpalmaxtlatl, o azul en la región de México-Tenochtitlan.
Constituía un indicador de civilización entre los mexicas heredado de las costumbres toltecas. Esta prenda alejaba a quien la portaba de la vida salvaje, razón por la cual los nahuas se escandalizaban ante la costumbre huasteca y tarasca de no usar maxtlatl.
Ellos criticaban y despreciaban a otros grupos que no sentían vergüenza al mostrar sus genitales, pues esas costumbres se oponían a su ideal de conducta y vestido que querían imponer. Los mexicas explicaban que los habitantes de Michoacán eran llamados tarascos, “porque traían los miembros genitales de pierna en pierna y sonando, especialmente cuando corrían”.